# Советско-польская комиссия по изучению истории двух стран
Советско-польская комиссия учёных по изучению истории двух стран (комиссия по изучению «белых пятен», комиссия по трудным вопросам) — двусторонняя комиссия учёных СССР и ПНР по истории отношений между двумя странами. Работала в 1987—1990 гг. 19—20 мая 1987 г. провела в Москве своё первое пленарное заседание. 

## Состав комиссии
| Советская часть комиссии: | Польская часть комиссии: |
| --- | --- |
| Сопредседатель комиссии с советской стороны: - Смирнов Георгий Лукич, академик. (В 1987—1991 гг. директор Института марксизма-ленинизма при ЦК КПСС) | Сопредседатель комиссии с польской стороны: - Ярема Мачишевский, профессор                                                     |
| - Журавлев В. В. (Институт марксизма-ленинизма при ЦК КПСС) - Кочегура П. А. - Нарочницкий А. Л., действительный член АН СССР - Чубарьян А. О. (Институт всеобщей истории АН СССР) - Ржешевский О. А., профессор. (Институт всеобщей истории АН СССР) - Парсаданова В. С. (Институт славяноведения и балканистики АН СССР) - Волков В. К. (Институт славяноведения и балканистики АН СССР) - Сиполс В. Я. (Институт истории СССР АН СССР) - Порфирьева Т. В. (Институт марксизма-ленинизма при ЦК КПСС) - Фирсов Ф. И. - Яжборовская И. С., ведущий научный сотрудник. (Институт международного рабочего движения АН СССР) | - Лучак Ч. - Мадайчик Ч. - Валихновский Т. - Лечик М. - Ковальский В. Т. - Танты М. - Сыдзек Б. - Козловский Э. - Назаревич Р. |

## «Белые пятна» истории
В апреле 1987 года во время краткого визита в Москву Первого секретаря ЦК ПОРП, Председателя Государственного Совета ПНР В. Ярузельского была подписана совместная «Декларация о советско-польском сотрудничестве в области идеологии, науки и культуры». Согласно декларации «белые пятна» истории отношений между двумя странами должны были «получить объективное и четкое истолкование с позиций марксизма-ленинизма, соответствующее нынешнему состоянию знаний». 
Основными темами, которые рассматривала созданная двусторонняя комиссия, были:
- Советско-польская война (1919—1921)
- Роспуск польской коммунистической партии в 1930-е годы и аресты её руководства
- Освободительный поход в Западную Украину и Западную Белоруссию 1939 года
- Катынский расстрел
- «Пакт Молотова — Риббентропа»
- Депортации поляков с территории Западной Украины и Западной Белоруссии
- Действия советских войск во время Варшавского восстания 1944 года

## Тема «белых пятен» в Польше в 1950-е — начале 1980-х годов
В 1950-х — начале 1980-х гг. крайне важной и болезненной для общественного мнения Польши продолжала оставаться тема Катыни — она постоянно оставалась в центре общественного внимания, несмотря на то, что официально её старались замалчивать. Польский лидер Владислав Гомулка, писавший во время войны статьи в поддержку советской версии, в своих воспоминаниях признается, что впоследствии «имел совершенно другую точку зрения на катынское преступление». Позже он публично не поддерживал «немецкий след», а с октября 1956 г. рекомендовал пропаганде молчание на катынскую тему. В «Большой всеобщей энциклопедии» Польского научного издательства была изъята статья «Катынь». На кресте в Катынской долине Воинского кладбища «Повонзки» в Варшаве было приказано не помещать никакой даты. Ходили слухи, что Хрущёв предлагал Гомулке разоблачить Катынь как сталинское преступление, но Гомулка отказался, убоявшись непредсказуемых политических последствий. Это, в частности, сообщает польский журналист Ровиньский со слов сотрудника ЦК КПСС П. К. Костикова. Слухи об этом, в частности, отражены в фальшивых «мемуарах Гомулки», изданных в Израиле и частично читавшихся на Радио «Свобода». (Гомулка назвал эту публикацию «клеветой, сконструированной со злым умыслом».).
Катынь и в дальнейшем широко использовалась Западом и польскими эмигрантскими кругами в их идеологическом противостоянии с советским блоком. Периодически активизировались пропагандистские кампании вокруг этого дела, направленные в первую очередь на граждан ПНР. Например, в 1957 в еженедельнике «Зибен Таге» (ФРГ) был опубликован так называемый «рапорт Тартакова», который был предоставлен редакции одним поляком, в годы войны работавшим в строительных отрядах Тодта. Из рапорта, в частности, следовало, что «…ликвидацию „Козельска“ осуществили под Смоленском части минского НКВД под прикрытием 190-го пехотного полка…».  Однако позднее было доказано, что «рапорт Тартакова» — фабрикация.
Темы Катыни и секретных протоколов к пакту Риббентропа — Молотова занимали значительное место в многочисленных подпольных изданиях, выпускавшихся в Польше в 1970-е и 1980-е годы при поддержке Запада. Это вызывало серьёзное беспокойство в Политбюро, посчитавшем, однако, что лучшим решением будет не вступать по этим вопросам в публичную дискуссию. В 1971 г. СССР энергично протестовал против показа в Англии документального фильма о Катыни, в 1972 г. — против планов установки в Лондоне по инициативе польских эмигрантов памятника жертвам. 5 апреля 1976 г. Политбюро посвятило «катынскому вопросу» специальное заседание. На нём отмечались многочисленные публикации и сообщения, связанные с Катынью, а также следующие акции:

«В июне 1975 г. в здании английского парламента была организована пресс-конференция, организаторы которой призвали Международный суд в Гааге „разобраться в этом деле“. (…)Целям поддержания антисоветской шумихи вокруг катынского дела служат такие провокационные акции, как открытие в ноябре 1975 г. В.Стокгольме на территории частного владения (…) памятника „жертвам Катыни“ с антисоветскими надписями. В настоящее время ведется кампания за сооружение такого рода памятника на одном из кладбищ Лондона». 
В конце концов, решено было ничего не предпринимать, не вступать в публичную дискуссию и замалчивать вопрос.
Памятник катынским жертвам в Лондоне в округе Челси-Кенсингтон был открыт в 1976 г. несмотря на давление, которое оказывало лейбористское правительство на муниципалитет округа, не желая портить отношения с СССР. Когда давление потерпело провал, был издан приказ, запрещающий армейским офицерам присутствовать на церемонии открытия в военной форме.
21 марта 1980 года в Кракове ветеран Армии крайовой Валенты Бадыляк, в знак протеста против замалчивания темы Катыни, приковал себя цепями к гидранту на городском рынке и совершил самосожжение.
В Польше в память жертв Катыни было принято зажигать свечи на Военном кладбище в Варшаве. В мае 1981 года возник «негласный» комитет, приступивший к сбору средств на памятник жертвам Катыни. 31 июля 1981 года на Военном кладбище при большом стечении народа был установлен гранитный крест в память погибших; однако в ту же ночь он был демонтирован польской госбезопасностью. Это вызвало взрыв возмущения среди поляков.

## Перестройка в СССР
В 1985 во главе СССР встал М. С. Горбачев, провозгласивший курс на ускорение, перестройку, гласность и новое мышление. В том же году А. Н. Яковлев стал заведующим отделом пропаганды ЦК КПСС (а в 1986 и секретарем ЦК, курирующим вопросы идеологии, информации и культуры.) и по его предложению были назначены редакторы «перестроечных» изданий — газет «Московские новости», «Советская культура», «Известия»; журналов «Огонек», «Знамя», «Новый мир» и др. В результате введения гласности, получили широкое освещение темы, до этого подвергавшиеся цензуре, в частности, с 1987 года в прессе и на телевидении начала открыто обсуждаться тема сталинских репрессий.

## Создание комиссии историков и её работа
В мае 1987 после настойчивых обращений Ярузельского, мотивировавшего их тем, что польское руководство испытывает огромное давление со стороны общественности своей страны, и, прежде всего, интеллигенции, была создана двусторонняя комиссия учёных СССР и ПНР по истории отношений между двумя странами. Основными вопросами, которые интересовали польскую сторону, были война 1920, роспуск компартии Польши, секретный протокол к советско-германскому договору о ненападении 23 августа 1939, советская кампания 17 сентября 1939, депортации поляков с территории Западной Украины и Западной Белоруссии, Катынское дело, Варшавское восстание и другие сложные моменты общей истории.
С самого начала работы польская часть комиссии подвергла резкой критике версию комиссии Бурденко и, ссылаясь на провозглашенную в СССР политику гласности, требовала предъявить дополнительные материалы. Советская часть комиссии, не располагая никакими новыми документами, отказывалась менять прежнюю официальную позицию. Тем не менее, двухлетняя работа комиссии позволила развернуть в печати ПНР открытое обсуждение всех этих вопросов, и версия о виновности НКВД получила там повсеместное распространение.
Прямых доказательств вины СССР комиссия не нашла, однако в декабре 1987 в польском секторе ЦК, на основе работы комиссии, была подготовлена «записка четырёх» о необходимости признать вину сталинского режима. Её подписали секретари ЦК, члены Политбюро А. Н. Яковлев, В. А. Медведев, министр иностранных дел Э. А. Шеварднадзе и министр обороны маршал С. Л. Соколов. Однако тогда записка в повестку включена не была и на Политбюро не рассматривалась.
Весной-летом 1989 г. были обнаружены документы, свидетельствующие, что дела поляков подлежали рассмотрению на Особом совещании при НКВД СССР, и что содержавшиеся во всех трёх лагерях лица были этапированы в распоряжение областных управлений НКВД и в статистических отчетах в дальнейшем не фигурировали. 21 июля 1989 историк Юрий Зоря (сын прокурора Николая Зори, предположительно убитого или покончившего с собой в Нюрнберге из-за катынского вопроса) - сравнивая списки НКВД Смоленской области на выбывающих из лагеря в Козельске «в распоряжение управления делами НКВД Смоленской области» (весна 1940) с эксгумационными списками из немецкой «Белой книги» по Катыни, обнаружил, что это — одни и те же лица, причём очередность лежащих в могиле (по Белой книге) совпадала с очередностью списков на отправку. Зоря составил доклад начальнику КГБ Крючкову, но тот отказался продолжать расследование.

## Прекращение работы комиссии
Тем временем, в июне 1989, выборы в польский парламент привели к поражению коммунистов и образованию первого некоммунистического правительства в советском блоке. Премьер-министром стал оппозиционер Тадеуш Мазовецкий. Ярузельский продолжал оставаться президентом.
В январе 1990 г. ПОРП самораспустилась и перестала существовать имевшая от неё полномочия польская часть комиссии.

### Визит Ярузельского в Москву и заявление ТАСС по Катыни

Президент СССР М. С. Горбачев передаёт Президенту Республики Польша В. Ярузельскому 13 апреля 1990 года копии документов о судьбах польских военнопленных

Весной-летом 1989 г. рядом советских историков, допущенных к архивам, были обнаружены документы, свидетельствующие о том, что дела поляков подлежали рассмотрению на Особом совещании при НКВД СССР, и что содержавшиеся во всех трёх лагерях лица были этапированы в распоряжение областных управлений НКВД и в статистических отчетах в дальнейшем не фигурировали.
22 февраля 1990 года В. Фалин направил на имя Горбачёва записку, в которой сообщил о новых архивных находках Ю. Зори, доказывающих связь между отправкой поляков из лагерей весной 1940 года и их расстрелом. Он указывал, что опубликование таких материалов полностью подорвёт официальную позицию советского правительства (о «недоказанности» и «отсутствии документов»), а потому рекомендовал срочно определиться с новой позицией. Желая «политически закрыть проблему и одновременно избежать взрыва эмоций» к 50-летию расстрела, предлагалось
сообщить польской стороне, что прямых свидетельств, позволяющих назвать точное время и конкретных виновников катынской трагедии, найдено не было; однако, обнаруженные данные подвергают сомнению достоверность доклада Н. Бурденко, и на их основании можно сделать вывод о том, что гибель польских офицеров в районе Катыни дело рук НКВД и персонально Берии и Меркулова.
13 апреля 1990 года, во время визита в Москву Ярузельского, было опубликовано заявление ТАСС о катынской трагедии, в котором советская сторона признавала совершение расстрела польских военнопленных в катынском лесу сотрудниками НКВД, возлагала непосредственную ответственность за расстрелы на Берию, Меркулова и их подручных, выражала глубокое сожаление в связи с катынской трагедией и заявляла, что эта трагедия представляет одно из тяжких преступлений сталинизма.
Горбачёв передал Ярузельскому обнаруженные этапные списки НКВД из Козельска, Осташкова и Старобельска. Вслед за тем, Главная военная прокуратура СССР начала расследование по факту катынского убийства.